# Gare de Cap-d’Ail
Gare de Cap-d'Ail vasútállomás Franciaországban, Cap-d’Ail településen.

## Vasútvonalak
Az állomást az alábbi vasútvonalak érintik:
- Marseille–Ventimiglia-vasútvonal

## Kapcsolódó állomások
A vasútállomáshoz az alábbi állomások vannak a legközelebb:
- Gare de Monaco-Monte-Carlo
- Gare d’Èze-sur-Mer
- Monaco old railway station